# Ferenc Mészáros (voetballer, 1950)
Ferenc Mészáros (Boedapest, 11 april 1950 – 9 januari 2023) was een Hongaars voetballer die als doelman speelde.

## Carrière
Mészáros werd geboren in Boedapest. Hij begon voetballen bij de Hongaarse voetbalclub VM Egyetértés. Daarna ging hij naar SC Boedapest, waarmee hij 252 competitiewedstrijden speelde. Mészáros speelde verder bij Sporting Lissabon, SC Farense, Győri ETO FC en Vitória FC. Hij beëindigde zijn voetbalcarrière in 1989.
Mészáros maakte zijn debuut in het Hongaarse voetbalelftal in 1973. Hij speelde voor zijn nationale ploeg 29 wedstrijden. Hij maakte deel uit van de selectie voor het voetbaltoernooi op het wereldkampioenschap 1978 en 1982.
Ferenc Mészáros overleed op 9 januari 2023 na een langdurig ziekbed.